# Euxoa indirecta
Euxoa indirecta är en fjärilsart som beskrevs av Walker 1865. Euxoa indirecta ingår i släktet Euxoa och familjen nattflyn. Inga underarter finns listade i Catalogue of Life.